# Jolly (programma televisivo)
Jolly è stato un programma televisivo italiano di genere varietà andato in onda in una edizione e sette puntate dal 6 dicembre 1970 al 17 gennaio 1971 sul Secondo programma della Rai.

## Caratteristiche
Scritto da Leo Chiosso e Gustavo Palazio, diretto da Carla Ragionieri e condotto dal Quartetto Cetra, lo spettacolo – che era una via di mezzo tra il varietà e il futuro talk show – si contraddistingueva per l'assenza di barriere tra i conduttori, gli ospiti e il pubblico in studio.
Il Quartetto Cetra – che nelle intenzioni degli autori fungevano da "jolly"; oltre a condurre la trasmissione si cimentavano anche in generi musicali a loro poco affini – si esibiva in diversi sketch musicali, da soli o coadiuvati da diversi ospiti tra i quali si segnalano Cochi e Renato, Bruno Lauzi, Renato Rascel, Johnny Dorelli, Alberto Lupo, Nini Rosso, Nanni Svampa, Lino Patruno, Lucio Dalla, Loretta Goggi – che presentò la canzone Cibù Cibà – Mina e Ornella Vanoni.

## Sigle
Le sigle, cantate dal Quartetto Cetra, erano Un jolly (iniziale) e Il mio jolly (di chiusura).
Le migliori esibizioni della trasmissione furono raccolte nel 2010 in un DVD, intitolato Jolly – Un talk show tra ospiti e canzoni, distribuito soltanto nelle edicole. La piattaforma Rai Play non ha ancora reso disponibili in streaming le puntate integrali.